# Univerzální uklízečka
Univerzální uklízečka je britská černá komedie z roku 2005. Dočkala se poměrně příznivých ohlasů u kritiky i u diváků.

## Děj
Příběh popisuje život rodiny Goddfellowových z malé vesničky Little Wallop. Hlava rodiny, reverend Walter, je suchopárný, ne příliš zábavný muž, který je velmi zaneprázdněn svoji prací, a proto ani nevnímá problémy ve své rodině. Jeho manželce Glorii vadí, že jejich manželství již není naplněné láskou jako kdysi, a laškuje se svým instruktorem golfu, atraktivním Američanem Lancem. Holly, jejich dcera, střídá kluky každý týden a Petey, mladší syn, je šikanován ve škole. Jednoho dne však k nim do domu přichází výpomoc, která bude užitečnější než se zdá – hospodyně Grace. Ta začíná jejich problémy postupně a trochu svérázně řešit. A tak se z Waltera stává komik, Grace dostává v manželství to, co ji dávno chybělo, Holly se učí vařit a Petey se zbavuje svých trýznitelů. Jenže se co čert nechtěl, na povrch vytane nejedno tajemství...